# LDPlayer
LDPlayer — безкоштовний емулятор для запуску Android-додатків на комп'ютері під управлінням ОС Windows. Підтримує всі додатки Google Play, і взаємодіє з великою кількістю розробників безпосередньо. Заснований на VirtualBox в режимі headless.

## Можливості
- Запуск Android-додатків на ПК без використання телефону
- синхронізація додатків телефону з ПК
- Наявність встановлених додатків
- Підтримка Android Debug Bridge
- Запуск Андроїд-ігор на ПК з можливістю налаштування управління
- Підтримка 3D-ігор
- Може працювати з магазинами Google Play, AMD AppZone, Amazon Appstore
- Багатомовний інтерфейс
- Легка установка програм і додатків
- Вбудований каталог додатків
- Офіційна підтримка розробників

## Недоліки
- Закритий сирцевий код
- Відносно високі системні вимоги
- Необхідність підтримки віртуалізації для підвищення продуктивності